# 霍普威爾 (傑佛遜縣)
霍普威爾（英語：Hopewell）是一個位於美國阿拉巴馬州傑佛遜縣的非建制地區。該地的面積和人口皆未知。

## 地理
霍普威爾的座標為33°21′38″N 86°56′19″W / 33.36056°N 86.93861°W，而該地的平均海拔高度為161米（即528英尺）。